# J리그 디비전 1 2010

J1리그 2010은 J리그의 18번째 시즌이다. 3월 6일 개막해서 12월 4일 막을 내렸다.

## 참가 팀
아래 18개의 클럽이 J1리그 2010 시즌에 참가한다. 베갈타 센다이, 세레소 오사카 그리고 쇼난 벨마레가 J리그 2에서 승격한 팀이다. 규슈에 위치한 오이타 트리니타의 강등으로 인해 1995시즌 이후 처음으로 혼슈에 위치한 팀들만이 남게 되었다. 베갈타 센다이의 승격으로 몬테디오 야마가타와의 도호쿠 더비가 성사되었다.
- 가시마 앤틀러스
- 가와사키 프론탈레
- 감바 오사카
- 교토 상가 FC
- 나고야 그램퍼스
- 몬테디오 야마가타
- 베갈타 센다이
- 비셀 고베
- 산프레체 히로시마
- 세레소 오사카
- 쇼난 벨마레
- 시미즈 에스펄스
- 알비렉스 니가타
- 오미야 아르디자
- 요코하마 F. 마리노스
- 우라와 레드 다이아몬즈
- 주빌로 이와타
- FC 도쿄

## 순위
| 순위 | 팀                     | 경기 | 승 | 무 | 패 | 득 | 실 | 차  | 승점 | 참가 자격 및 강등          |
| ---- | ---------------------- | ---- | -- | -- | -- | -- | -- | --- | ---- | -------------------------- |
| 1    | 나고야 그램퍼스 (C)    | 34   | 23 | 3  | 8  | 54 | 37 | +17 | 72   | AFC 챔피언스리그 조별 리그 |
| 2    | 감바 오사카            | 34   | 18 | 8  | 8  | 65 | 44 | +21 | 62   | AFC 챔피언스리그 조별 리그 |
| 3    | 세레소 오사카          | 34   | 17 | 10 | 7  | 58 | 32 | +26 | 61   | AFC 챔피언스리그 조별 리그 |
| 4    | 가시마 앤틀러스        | 34   | 16 | 12 | 6  | 51 | 31 | +20 | 60   | AFC CL (천황배 우승)       |
| 5    | 가와사키 프론탈레      | 34   | 15 | 9  | 10 | 61 | 47 | +14 | 54   |                            |
| 6    | 시미즈 에스펄스        | 34   | 15 | 9  | 10 | 60 | 49 | +11 | 54   |                            |
| 7    | 산프레체 히로시마      | 34   | 14 | 9  | 11 | 45 | 38 | +7  | 51   |                            |
| 8    | 요코하마 F. 마리노스   | 34   | 15 | 6  | 13 | 43 | 39 | +4  | 51   |                            |
| 9    | 알비렉스 니가타        | 34   | 12 | 13 | 9  | 48 | 45 | +3  | 49   |                            |
| 10   | 우라와 레드 다이아몬드 | 34   | 14 | 6  | 14 | 48 | 41 | +7  | 48   |                            |
| 11   | 주빌로 이와타          | 34   | 11 | 11 | 12 | 38 | 49 | -11 | 44   |                            |
| 12   | 오미야 아르디자        | 34   | 11 | 9  | 14 | 39 | 45 | -6  | 42   |                            |
| 13   | 몬테디오 야마가타      | 34   | 11 | 9  | 14 | 29 | 42 | -13 | 42   |                            |
| 14   | 베갈타 센다이          | 34   | 10 | 9  | 15 | 40 | 46 | -6  | 39   |                            |
| 15   | 비셀 고베              | 34   | 9  | 11 | 14 | 37 | 45 | -8  | 38   |                            |
| 16   | FC 도쿄 (R)            | 34   | 8  | 12 | 14 | 36 | 41 | -5  | 36   | J2리그 2011로 강등         |
| 17   | 교토 상가 (R)          | 34   | 4  | 7  | 23 | 30 | 60 | -30 | 19   | J2리그 2011로 강등         |
| 18   | 쇼난 벨마레 (R)        | 34   | 3  | 7  | 24 | 31 | 82 | -51 | 16   | J2리그 2011로 강등         |

- 최종 업데이트 : 2010년 12월 4일

## 득점 순위
| 순위 | 이름                | 클럽                   | 득점 |
| ---- | ------------------- | ---------------------- | ---- |
| 1    | 조슈아 케네디       | 나고야 그램퍼스        | 17   |
| 1    | 마에다 료이치       | 주빌로 이와타          | 17   |
| 3    | 에드미우송          | 우라와 레드 다이아몬즈 | 16   |
| 3    | 마르시오 리샤르데스 | 알비렉스 니가타        | 16   |
| 5    | 아드리아누          | 세레소 오사카          | 14   |
| 5    | 히라이 쇼키         | 감바 오사카            | 14   |
| 5    | 주니뉴              | 가와사키 프론탈레      | 14   |
| 8    | 후지모토 준고       | 시미즈 에스펄스        | 13   |
| 8    | 오카자키 신지       | 시미즈 에스펄스        | 13   |
| 8    | 다마다 게이지       | 나고야 그램퍼스        | 13   |